# Ovando (Montana)
Ovando es un lugar designado por el censo (en inglés, census-designated place, CDP) situado en el condado de Powell, Montana, Estados Unidos. Según el censo de 2020, tiene una población de 83 habitantes.

## Geografía
La localidad está ubicada en las coordenadas 47°1′22″N 113°10′54″O / 47.02278, -113.18167 (47.022877, -113.181749). Según la Oficina del Censo de los Estados Unidos, tiene una superficie total de 23.60 km², de la cual 23.34 km² corresponden a tierra firme y 0.26 km² están cubiertos de agua.

## Demografía
Según el censo de 2020, hay 83 personas residiendo en la localidad. La densidad de población es de 3.56 hab./km². El 95.2% de los habitantes eran blancos, el 1.2% era amerindio y el 3.6% eran de una mezcla de razas. No hay hispanos o latinos viviendo en la zona.